# 大通寺 (岡山県矢掛町)
大通寺（だいつうじ）は、岡山県小田郡矢掛町にある曹洞宗の寺院。山号は高峯山。

## 由緒
天平年間（729年～749年）の創建と伝えられ、室町時代に曹洞宗に改宗されたという。

## 文化財
- 不空羂索観音菩薩坐像 - 県重要文化財。康和元年（1099年）8月の銘がある秘仏。
- 庭園 - 県指定名勝。